# لندستینر (دهانه)
لندستینر یک دهانه برخوردی در ماه‌ است.